# NGC 4287
NGC 4287 este o galaxie spirală situată în constelația Fecioara. A fost descoperită în 26 mai 1864 de către Albert Marth. Se află la o distanță de 29,11 de megaparseci de Pământ.